# Skate Canada 2016
Navigation
Édition précédente Édition suivante
Le Skate Canada (ou Internationaux Patinage Canada) est une compétition internationale de patinage artistique qui se déroule au Canada au cours de l'automne. Il accueille des patineurs amateurs de niveau senior dans quatre catégories: simple messieurs, simple dames, couple artistique et danse sur glace.
Le quarante-troisième Skate Canada est organisé du 28 au 30 octobre 2016 au Hershey Centre de Mississauga dans la province de l'Ontario. Il est la deuxième compétition du Grand Prix ISU senior de la saison 2016/2017.

## Résultats

### Messieurs
| Rang | Nom             | Pays        | Points | Programme court | Programme court | Programme libre | Programme libre |
| ---- | --------------- | ----------- | ------ | --------------- | --------------- | --------------- | --------------- |
| 1    | Patrick Chan    | Canada      | 266.95 | 1               | 90.56           | 2               | 176.39          |
| 2    | Yuzuru Hanyu    | Japon       | 263.06 | 4               | 79.65           | 1               | 183.41          |
| 3    | Kevin Reynolds  | Canada      | 245.06 | 3               | 80.57           | 3               | 164.49          |
| 4    | Michal Březina  | Tchéquie    | 227.42 | 9               | 70.36           | 4               | 157.06          |
| 5    | Daniel Samohin  | Israël      | 226.53 | 5               | 74.62           | 7               | 151.91          |
| 6    | Misha Ge        | Ouzbékistan | 226.07 | 7               | 72.30           | 5               | 153.77          |
| 7    | Alexandr Petrov | Russie      | 224.39 | 8               | 71.50           | 6               | 152.89          |
| 8    | Takahito Mura   | Japon       | 222.13 | 2               | 81.24           | 9               | 140.89          |
| 9    | Liam Firus      | Canada      | 210.89 | 10              | 70.09           | 10              | 140.80          |
| 10   | Yan Han         | Chine       | 209.11 | 6               | 72.86           | 11              | 136.25          |
| 11   | Grant Hochstein | États-Unis  | 204.69 | 12              | 60.20           | 8               | 144.49          |
| 12   | Ross Miner      | États-Unis  | 196.53 | 11              | 63.92           | 12              | 132.61          |

### Dames

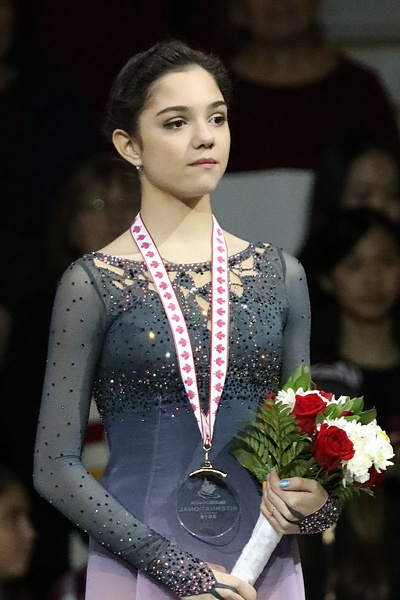
La médaillée d'or Ievguenia Medvedeva

| Rang | Nom                    | Pays         | Points | Programme court | Programme court | Programme libre | Programme libre |
| ---- | ---------------------- | ------------ | ------ | --------------- | --------------- | --------------- | --------------- |
| 1    | Ievguenia Medvedeva    | Russie       | 220.65 | 1               | 76.24           | 1               | 144.41          |
| 2    | Kaetlyn Osmond         | Canada       | 206.45 | 2               | 74.33           | 2               | 132.12          |
| 3    | Satoko Miyahara        | Japon        | 192.08 | 5               | 65.24           | 3               | 126.84          |
| 4    | Elizaveta Tuktamysheva | Russie       | 187.99 | 3               | 66.79           | 5               | 121.20          |
| 5    | Alaine Chartrand       | Canada       | 185.56 | 6               | 62.15           | 4               | 123.41          |
| 6    | Rika Hongo             | Japon        | 171.19 | 4               | 65.75           | 8               | 105.44          |
| 7    | Choi Da-bin            | Corée du Sud | 165.78 | 8               | 53.29           | 6               | 112.49          |
| 8    | Nahyun Kim             | Corée du Sud | 164.48 | 7               | 60.46           | 9               | 104.02          |
| 9    | Mirai Nagasu           | États-Unis   | 151.42 | 9               | 53.19           | 11              | 98.23           |
| 10   | Joshi Helgesson        | Suède        | 149.77 | 10              | 49.72           | 10              | 100.05          |
| 11   | Yuka Nagai             | Japon        | 147.56 | 11              | 40.39           | 7               | 107.17          |

### Couples
| Rang | Nom                                     | Pays       | Points | Programme court | Programme court | Programme libre | Programme libre |
| ---- | --------------------------------------- | ---------- | ------ | --------------- | --------------- | --------------- | --------------- |
| 1    | Meagan Duhamel / Eric Radford           | Canada     | 218.30 | 1               | 78.39           | 1               | 139.91          |
| 2    | Yu Xiaoyu / Zhang Hao                   | Chine      | 202.08 | 2               | 69.43           | 2               | 132.65          |
| 3    | Liubov Ilyushechkina / Dylan Moscovitch | Canada     | 190.22 | 3               | 67.53           | 3               | 122.69          |
| 4    | Haven Denney / Brandon Frazier          | États-Unis | 188.23 | 4               | 66.50           | 4               | 121.73          |
| 5    | Yuko Kavaguti / Alexandre Smirnov       | Russie     | 182.75 | 5               | 64.40           | 6               | 118.35          |
| 6    | Nicole Della Monica / Matteo Guarise    | Italie     | 178.67 | 6               | 59.25           | 5               | 119.42          |
| 7    | Brittany Jones / Joshua Reagan          | Canada     | 151.68 | 7               | 54.23           | 7               | 97.45           |

### Danse sur glace

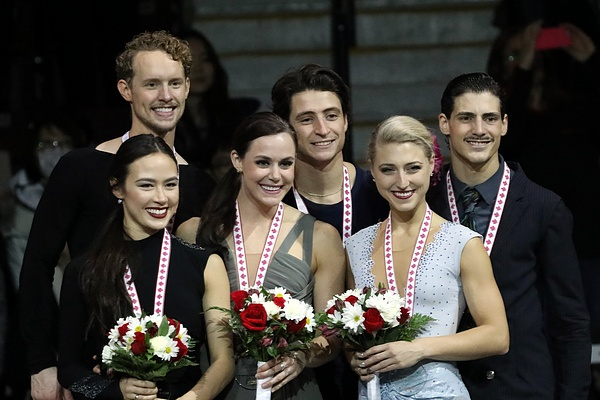
Podium de la danse sur glace

| Rang | Nom                                          | Pays       | Points | Danse courte | Danse courte | Danse libre | Danse libre |
| ---- | -------------------------------------------- | ---------- | ------ | ------------ | ------------ | ----------- | ----------- |
| 1    | Tessa Virtue / Scott Moir                    | Canada     | 189.06 | 1            | 77.23        | 2           | 111.83      |
| 2    | Madison Chock / Evan Bates                   | États-Unis | 188.24 | 2            | 76.21        | 1           | 112.03      |
| 3    | Piper Gilles / Paul Poirier                  | Canada     | 182.57 | 3            | 72.12        | 3           | 110.45      |
| 4    | Anna Cappellini / Luca Lanotte               | Italie     | 180.35 | 4            | 71.08        | 4           | 109.27      |
| 5    | Aleksandra Stepanova / Ivan Bukin            | Russie     | 168.10 | 5            | 68.12        | 5           | 99.98       |
| 6    | Kaitlin Hawayek / Jean-Luc Baker             | États-Unis | 162.19 | 6            | 65.01        | 6           | 97.18       |
| 7    | Laurence Fournier Beaudry / Nikolaj Sørensen | Danemark   | 156.71 | 7            | 62.63        | 7           | 94.08       |
| 8    | Alexandra Paul / Mitchell Islam              | Canada     | 144.85 | 8            | 58.83        | 9           | 86.02       |
| 9    | Wang Shiyue / Liu Xinyu                      | Chine      | 144.16 | 9            | 57.86        | 8           | 86.30       |
| 10   | Cecilia Törn / Jussiville Partanen           | Finlande   | 139.14 | 10           | 56.98        | 10          | 82.16       |

## Source
- Résultats du Skate Canada 2016 sur le site de l'ISU